# Голохвастово (деревня, поселение Новофёдоровское)
Голохвастово — деревня в Троицком административном округе Москвы (до 1 июля 2012 года была в составе Наро-Фоминского района Московской области). Входит в состав поселения Новофёдоровское.
Название, предположительно, произошло от некалендарного личного имени Голохваст.

## Население
| 1852 | 1859 | 1899 | 1926 | 2002 | 2006 | 2010 |
| ---- | ---- | ---- | ---- | ---- | ---- | ---- |
| 85   | ↘71  | ↗96  | ↗120 | ↘1   | →1   | ↘0   |

Согласно Всероссийской переписи, в 2002 году в деревне проживал 1 мужчина. По данным на 2005 год, в деревне проживал 1 человек.

## География
Деревня Голохвастово находится в западной части Троицкого административного округа, у границы с поселением Киевский, примерно в 24 км к юго-западу от центра города Троицка, на небольшой речке Милотинке бассейна Пахры.
В 2 км западнее деревни расположена платформа 241 км Большого кольца Московской железной дороги, в 7 км к северо-западу проходит Киевское шоссе М3, в 15 км к юго-востоку — Калужское шоссе А130, в 12 км к северо-востоку — Московское малое кольцо А107. Ближайший населённый пункт — деревня Хмырово.

## История
В середине XIX века сельцо Голохвастово относилось ко 2-му стану Верейского уезда Московской губернии и принадлежало Лебедевой П. Е. и Новиковой Е. Т., в сельце было 7 дворов, крестьян 40 душ мужского пола и 45 душ женского.
В «Списке населённых мест» 1862 года — владельческое сельцо по правую сторону 2-го Подольского тракта (от Новокалужского тракта к границе Подольского уезда), в 46 верстах от уездного города и 13 верстах от становой квартиры, при колодце, с 8 дворами и 71 жителем (39 мужчин, 32 женщины).
По данным на 1899 год — деревня Рудневской волости Верейского уезда с 96 жителями.
В 1913 году — 14 дворов.
По материалам Всесоюзной переписи населения 1926 года — деревня Архангельского сельсовета Наро-Фоминской волости Звенигородского уезда в 17,1 км от Кубинского шоссе и 9,6 км от разъезда № 13 Киево-Воронежской железной дороги, проживало 120 жителей (58 мужчин, 62 женщины), насчитывалось 23 хозяйства, из которых 18 крестьянских.
1929—1963, 1965—2012 гг. — населённый пункт в составе Наро-Фоминского района Московской области.
1963—1965 гг. — в составе Звенигородского укрупнённого сельского района Московской области.